# سانتا ماریا (اویلا)
سانتا ماریا (انگلیسی: Santa María, Huila) نام شهری در کشور کلمبیا است.